# خانه آنه فرانک
خانه آنه فرانک (هلندی: Anne Frank Huis) یک خانه نویسنده و موزه است که به روزانه‌نویس یهودی زمان جنگ، آنه فرانک اختصاص دارد. در طول جنگ جهانی دوم، آنه فرانک و خانواده‌اش به همراه چهار نفر دیگر و برای فرار از آزار و اذیت نازی‌ها، در یکی از اتاق‌های مخفی این خانه پنهان شدند. گرچه آنه فرانک در طول جنگ کشته شد، اما روزانه‌نویسی‌هایش در سال ۱۹۴۷ و با عنوان خاطرات یک دختر جوان منتشر شد که به شرح مخفی شدن آن‌ها در این خانه و اتفاقات دیگر مربوط به زندگی او می‌پردازد. در سال ۱۹۵۷، بنیاد آنه فرانک، برای محافظت از این خانه در برابر تخریب‌کنندگانش شکل گرفت. خانه‌موزه آنه فرانک در ۳ مه ۱۹۶۰ افتتاح شد. این موزه در سال ۲۰۱۴، پس از موزه‌های امپراتوری و ون گوگ در جایگاه سوم پربازدیدترین موزه‌های هلند قرار گرفته است.